# 김현철 (희극인)
김현철(金鉉哲, 1970년 9월 27일 ~ )은 대한민국의 희극인이자 지휘자이다. 본관은 안동.

## 경력
김현철은 충암고등학교(1989년)와 서울예술대학교 연극과를 졸업한 후 1994년 SBS 개그 콘테스트에 응시해 수상을 하였고, 2년 후 1996년 MBC 공채 코미디언으로 선발되면서 본격적으로 개그맨 생활을 시작하였다.
데뷔 초기에는 방송 출연 빈도에 비해 무명이었지만, MBC 《코미디 하우스》를 통해 부정확한 발음, 어눌한 말투로 인기를 얻기 시작했으며, 그후 정통 코미디 프로그램보다는 각종 버라이어티 예능 프로그램과 교양 프로그램에 게스트로 꾸준히 출연하였다. 그러나 《무한도전》에 게스트로 출연했다가 방송에서 욕설을 한 것이 드러나 한동안 자숙 기간을 가졌고, 그러다가 2007년 다시 《무한도전》에 출연하였으나 자신이 원하던 제7의 멤버가 되지는 못했다.
이후 그는 MBC 《세상을 바꾸는 퀴즈》에서 《PD수첩》을 패러디한 "PD공책" 개그로 시청자들에게 큰 웃음을 선사하였으며, MBC 《일요일 일요일 밤에》의 사랑 나눔 코너 〈단비〉에서 고정 연기자로 활약하였다. 또한 〈단비〉의 후속 프로그램, 〈오늘을 즐겨라〉에 고정 연기자로 출연하였다.
2013년 5월 17일 결혼하였으며, 2014년 6월에는 딸이 태어났다.

### 그 밖의 활동
2014년 7월 28일에 은평인터내셔널유스오케스트라의 부지휘자로 특별 선임되었다. 앞서 1994년에는 SBS TV의 《좋은 친구들》의 첫 코너인 〈제3의 사나이〉에서 조르주 비제의 카르멘 서곡을 지휘하는 모습이 보였다. SBS 러브FM의 라디오 프로그램인 《이숙영의 러브FM》에서 〈김현철의 어설픈 클래식〉 코너를 진행하여 서양 고전 음악의 길잡이 역할도 하고 있다.

## 방송 출연/희극인 활동

### TV 프로그램
- 《일요일 일요일 밤에》 〈오늘을 즐겨라〉 (2010년 ~ 2011년)
- 《천하무적 토요일》 〈천하무적 야구단〉 (2009년 ~ 2010년)
- 《일요일 일요일 밤에》 〈단비〉 (2009년 ~ 2010년)
- 《동상이몽 금발이 너무해》 (2008년)
- 《무한도전》 (2006년, 2007년, 2008년, 2016년)
- 《솔로몬의 선택》 (2005년)
- 《행복주식회사》 (2003년)
- 《TV는 사랑을 싣고》 (2003년)
- 《TV특종 놀라운 세상》 (2003년)
- 《코미디 하우스》(2003년)
- 《대발견! 세상에 이런 법이》(2001년)
- 《사랑의 스튜디오》 (2001년)
- 《웃는 날 좋은 날》 (2001년)
- 《코미디 닷컴》 (2001년)
- 《스타 VJ 쇼》 (2001년)
- 《Happy Together》 (2001년)
- 《가요 베스트 27》 (2001년)
- 《웬만해선 그들을 막을 수 없다》 (2000년)
- 《남희석, 이휘재의 한국이 보인다》 (1999년)
- 《가족오락관》(1998년)
- 《퀴즈 영화탐험》 (1997년)
- 《오늘은 좋은날》 (1996년)

## 그 외 활동

### 영화
- 《베케이션》(2006년, ep.3 - 망치 역)
- 《상사부일체》(2007년, 우정출연 - 출장 오브리 역)
- 《우리 이웃의 범죄》(2011년, 우정출연 - 방송국 PD 역)

### 드라마
- 2011년~2012년 KBS2 《오작교 형제들》 - 김미숙의 맞선남 역

### 광고
- 2003년 스마트 교복
- 2010년 오뚜기 진라면
- 2010년 NH농협카드 채움 Modern 5 카드
- 2010년 기상청 폭염피해 예방
- 2011년 미즈사랑
- 2017년 여원미디어 탄탄 헬로 음악동화

### 홍보대사
- 2004년 한국애견연맹 홍보대사
- 2006년 전주 깨순이 김밥 홍보대사
- 2009년 김현철의 개그스토리 마트 홍보이사
- 2009년 광진구 홍보대사
- 2014년 은평인터네셔널 유스오케스트라 홍보대사
- 2019년 한국장애인고용공단 경기동부지사 홍보대사